# Nephelaphyllum tenuiflorum
Nephelaphyllum tenuiflorum là một loài thực vật có hoa trong họ Lan. Loài này được Blume mô tả khoa học đầu tiên năm 1825.